# Барр-дез-Екрен
Барр-дез-Екрен (фр. Barre des Écrins) — гірська вершина у Французьких Альпах, найвища точка (4102 м) масиву Екрен, а також найпівденніша альпійська вершина в Європі висотою понад 4000 метрів.

## Географія
З вершини відкривається вид на ділянку між долинами річок Дюранс та Ізер. Цей вододіл знаходиться за 250 м на захід від вершини і прямує вздовж пасма, що закінчується сусідньою вершиною Дом-де-Екрен (4015 м). Південний схил гори кам'янистий, а північний, покритий льодом, є джерелом льодовика Блан (фр. Glacier Blanc).

## Сходження
Перше сходження на Барр-дез-Екрен було здійснено 25 червня 1864 року Адольфом Муром, Горасом Вокером та Едвардом Вімпером з трьома керівниками. Традиційно сходження починається з Пре-де-Мадам-Карл, в долині Ельфруад, а типовий маршрут пролягає вздовж льодовика Блан. Цей маршрут є популярним, адже слугує шляхом до Дом-дез-Екрен, однієї з найлегших для альпінізму вершин висотою понад 4000 метрів в Альпах. Він починається з Рефюж-дез-Екрен та проходить північним схилом майже до сідловини Лорі (3 974 м), звідки йдуть окремі дороги до Дом та Барр-де-Екрен. Шлях до вершини Барр-дез-Екрен далі йде повністю вздовж кам'яного гребеня (фр. arête).

## Галерея

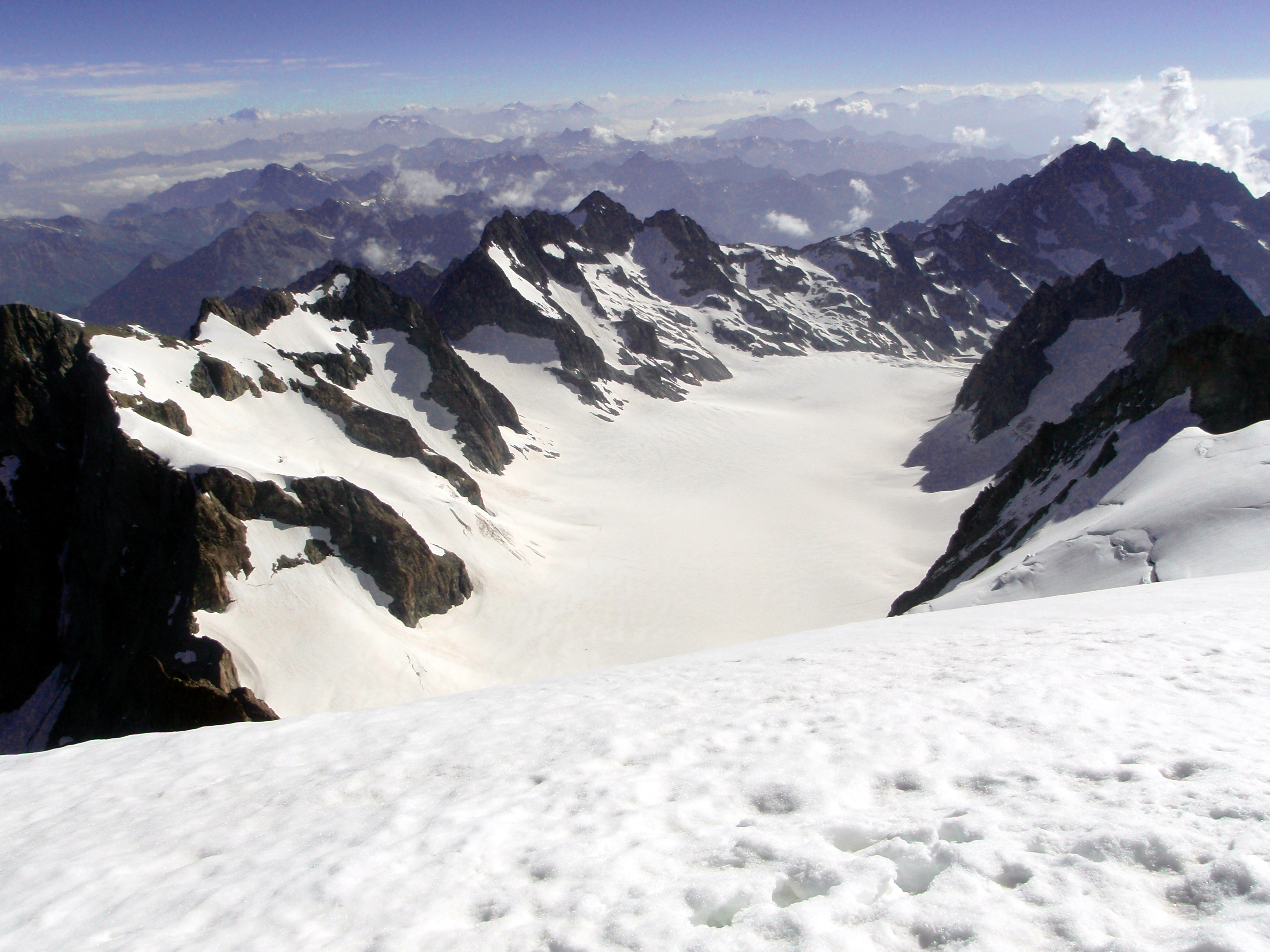
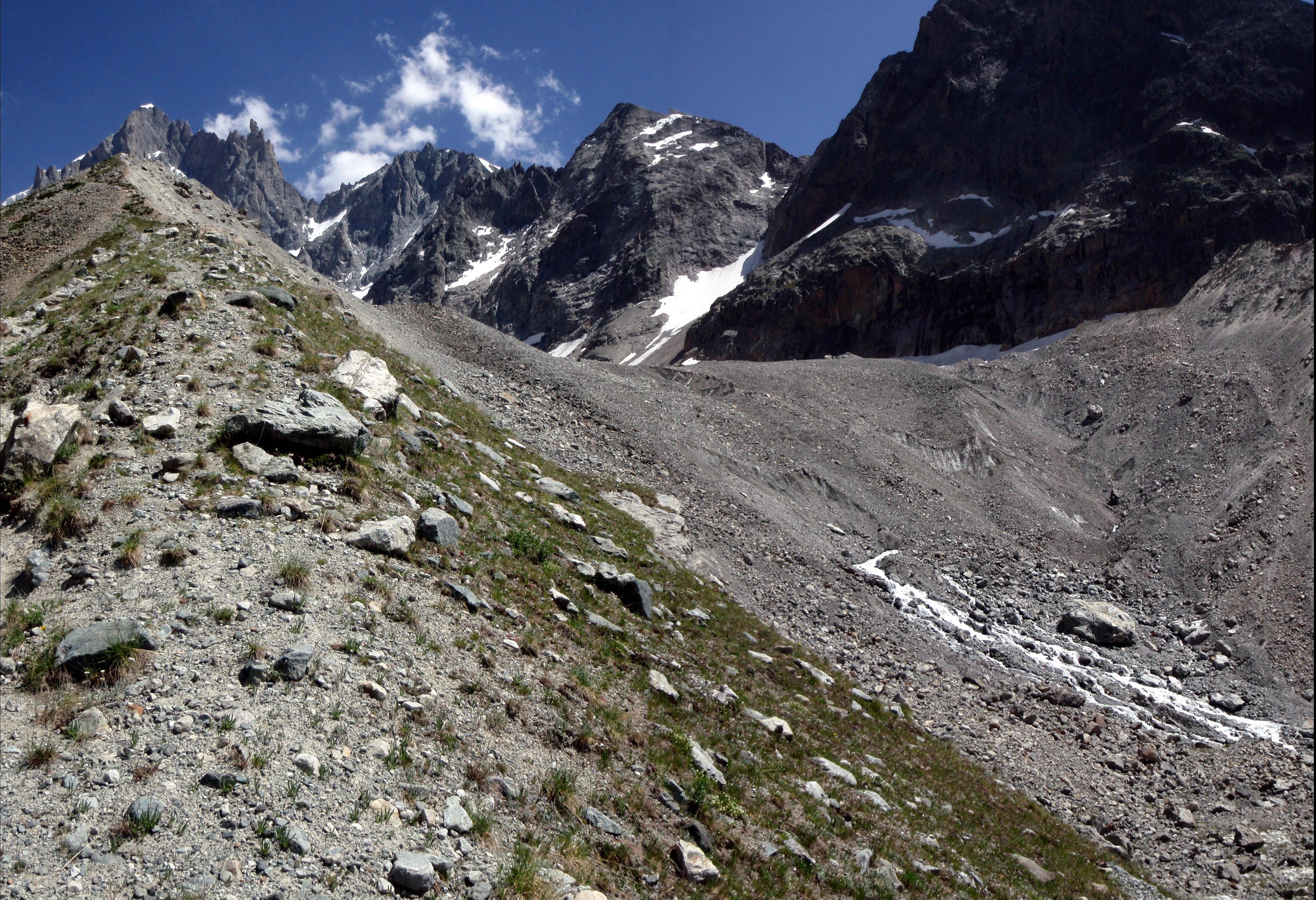
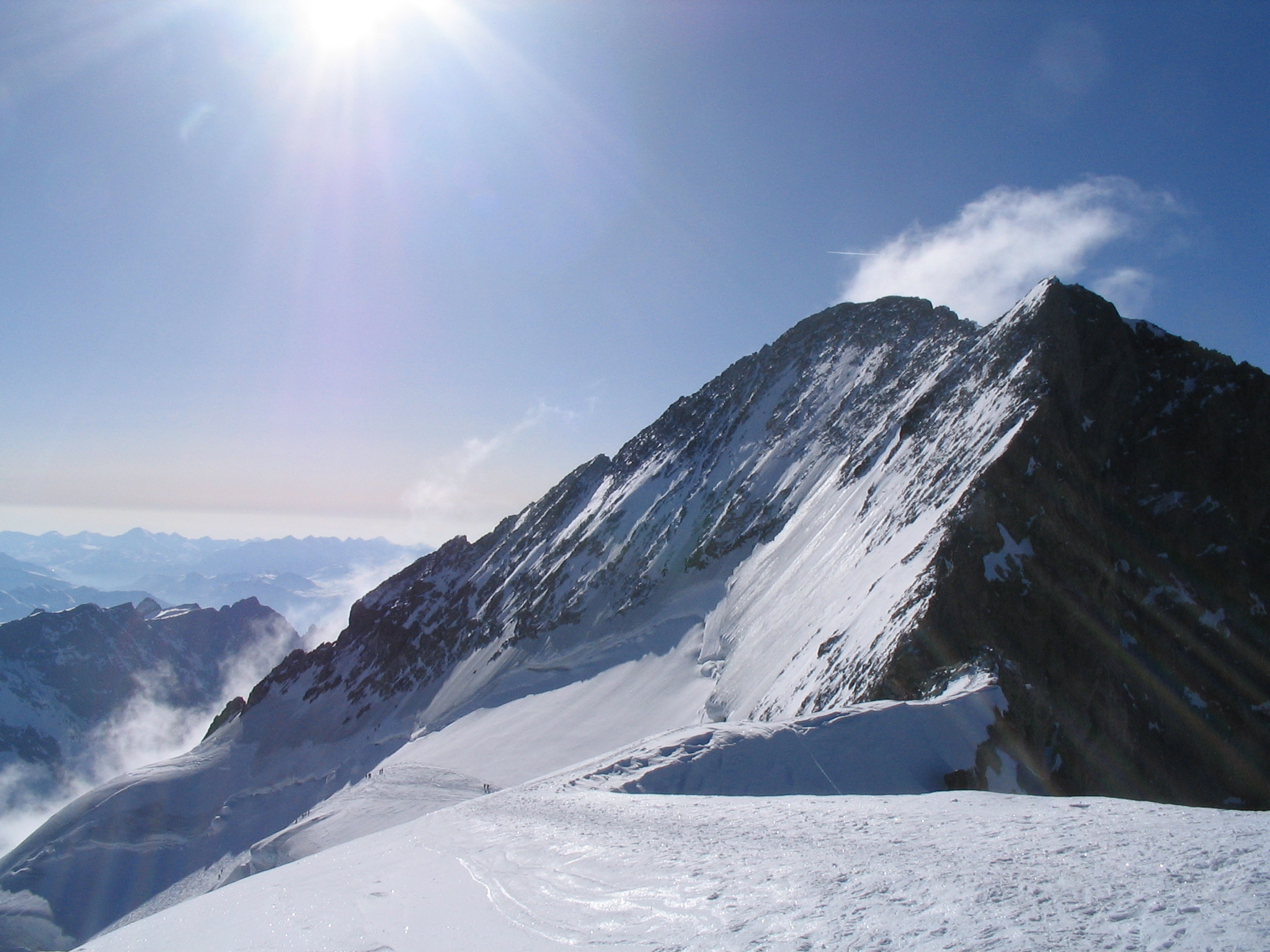
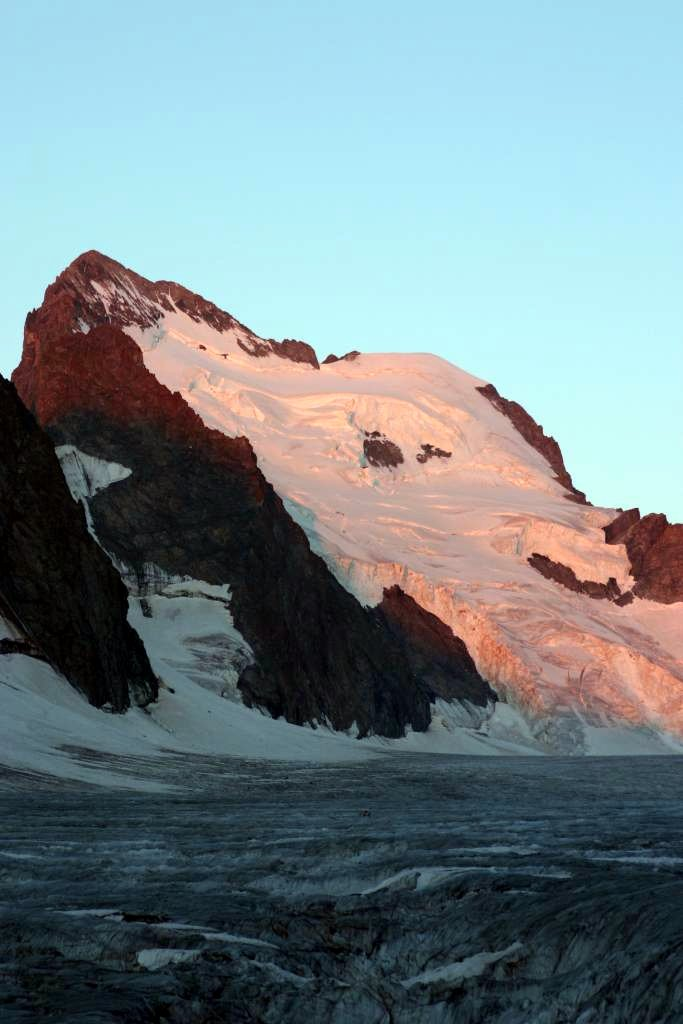